# Gällivare község
Gällivare község (svédül: Gällivare kommun) Svédország 290 községének egyike. Területét tekintve az ország harmadik legnagyobb községe. Lakóinak jelentős része finn és számi anyanyelvű.

## Települései
A községben 6 település (tätort) található. A települések és népességük:
| Település     | Népesség | Megjegyzés         |
| ------------- | -------- | ------------------ |
| Gällivare     |          | a község székhelye |
| Hakkas        |          |                    |
| Koskullskulle |          |                    |
| Malmberget    |          |                    |
| Tjautjas      |          |                    |
| Ullatti       |          |                    |

## Külső hivatkozások
- Hivatalos honlap Archiválva 2013. január 22-i dátummal a Wayback Machine-ben (svéd)